# Thérèse Louise de Sureda (obraz Francisca Goi)

Bartolomé Sureda y Miserol, pendant przedstawiający męża Thérèse Louise

Thérèse Louise de Sureda (hiszp. Teresa Luisa de Sureda) – obraz olejny hiszpańskiego malarza Francisca Goi znajdujący się w Narodowej Galerii Sztuki w Waszyngtonie. Przedstawia Thérèse Louise Suredę, żonę hiszpańskiego inżyniera Bartolomé Suredy.

## Okoliczności powstania
Okres pomiędzy nominacją Goi na pierwszego nadwornego malarza Karola IV w 1799 a inwazją napoleońską w 1808 r. był dla artysty czasem wielkiej aktywności i finansowej stabilizacji. W tym czasie powstało wiele portretów burżuazji. Do tej klasy należeli wszechstronny inżynier i artysta Bartolomé Sureda oraz jego żona Francuzka Thérèse Louise Sureda, osoby z bliskiego kręgu przyjaciół Goi. Artystów i osoby związane ze sztuką przemysłową – jak Bartolomé Sureda – Goya przedstawiał jako postaci wyrafinowane i o dobrym guście. Również Thérèse Louise została przedstawiona jako elegancka i modna dama. Pomimo że są to pendanty, malarz zerwał z barokową tradycją i zastosował różne kompozycje: formalną dla Thérèse Louise, która siedzi w fotelu, i swobodniejszą dla Bartolomé, który stoi lekko oparty o piedestał.
Thérèse Louise Chapronde Saint Armand była Francuzką, poznała Bartolomé Suredę w Paryżu, gdzie ten przebywał na stypendium w latach 1800–1803. Możliwe, że poznali się poprzez zegarmistrza i wynalazcę Abrahama-Louisa Brégueta, który od lat przyjaźnił się z Thérèse Louise. Pobrali się w 1803 roku i wyjechali do Madrytu, gdyż Sureda otrzymał zadanie modernizacji Królewskiej Fabryki Porcelany Buen Retiro. W 1804 roku został dyrektorem tej manufaktury, być może z tej okazji powstały portrety małżonków, chociaż dokładna data nie jest znana. Goya i Sureda prawdopodobnie spotkali się wcześniej, po powrocie inżyniera z Londynu w 1795 roku. Sureda poznał tam techniki drukarskie i grawerskie takie jak akwatinta i mezzotinta. Możliwe, że podzielił się z Goyą swoją wiedzą, gdy malarz przygotowywał swoją serię rycin Kaprysy, którą wydał w 1799 roku. Według syna Suredy Goya namalował portrety małżonków w podziękowaniu za pomoc udzieloną mu w doskonaleniu techniki grawerskiej.
Po przyjeździe do Hiszpanii Thérèse Louise utrzymywała korespondencję z Bréguetem, z której wiadomo, że miała trudności z aklimatyzacją w obcym kraju. Była też rozczarowana statusem społecznym swojego męża oraz ich finansowymi możliwościami. Kiedy pod koniec życia Sureda wrócił na rodzinną Majorkę, Thérèse Louise prawdopodobnie wróciła do Paryża, gdyż nie była przy nim, gdy zmarł w 1851 roku.

## Opis obrazu
Thérèse Louise została przedstawiona w trzech czwartych postaci, na neutralnym, ciemnym tle. Siedzi w eleganckim fotelu w stylu empire obitym żółtym adamaszkiem z jasnoniebieskim wzorem. Jego podłokietniki mają złocony profil i są rzeźbione na kształt sfinksów, według francuskiej mody zainspirowanej kampanią Napoleona w Egipcie. Możliwe, że jest to mebel, który przywiozła ze sobą z Paryża. Jej ułożona, wyprostowana postura jest nieco wymuszona. Modelka wydaje się spięta, co dodatkowo podkreśla pozycja rąk, która może być inspirowana Moną Lisą Leonarda da Vinci (kopia tego obrazu znajdowała się w królewskiej kolekcji w Madrycie). Twarz jest lekko obrócona, spogląda wprost na widza nieco melancholijnym spojrzeniem, w którym Elizabeth du Gué Trapier dostrzega nutę pogardy. Podobną kompozycję Goya zastosował malując Portret Sebastiána Martíneza y Péreza, który siedzi na krześle ustawionym profilem do widza i zwraca ku niemu głowę.
Thérèse Louise ma na sobie typową dla dam z oświeconej burżuazji suknię w stylu empire. Niebieski jedwab o różowych refleksach kontrastuje z żółtym obiciem fotela. Fason sukni jest prosty, pozbawiony ozdobnych falbanek czy koronek. Fałdy trenu upiętego wysoko na plecach są udrapowane wokół podłokietnika fotela i podkreślają piramidalny kontur postaci. Spod sukni wystaje biały kołnierzyk koszuli. Jej młodzieńcza twarz została namalowana z delikatnością, wyróżniają się duże oczy i drobne usta. Na czoło opadają starannie ułożone i niemal symetryczne loki. Ciemne włosy są upięte w wysoki kok, w którym wyróżnia się złoty grzebień w kształcie półksiężyca, podobny do tego z Portretu markizy de Villafranca z 1804 roku. Jest to jedyna ozdoba nowoczesnego, modnego stroju, który daleko odbiega od pudrowanych peruk, wstążek i piór noszonych w czasie ancien régime.
Gudiol zwraca uwagę, że z technicznego punktu widzenia Goya antycypuje tu gusty impresjonistyczne i japonistyczne, eksponując kolory w podobny sposób jak w pracach Maneta i niektórych francuskich malarzy końca XIX wieku.

## Proweniencja
Portrety Thérèse Louise i jej męża prawdopodobnie znajdowały się w kolekcji Pedra Escata w Palmie, skąd przeszły do rodziny Sureda w Madrycie. Calvert podaje, że były ich własnością do 1907, a następnie zostały nabyte przez Amerykanów Henry’ego i Louisine Havemeyer. Jednak Louisine Havemeyer w swoich wspomnieniach wydanych w pośmiertnie w 1930 roku sugeruje, że portrety Suredów trafiły do ich kolekcji przed śmiercią jej męża w 1907. Możliwe, że zostały zakupione w Hiszpanii, gdyż cena zakupu została podana w pesetach. Cooney Frelinghuysen podaje datę zakupu 28 września 1897. Informacja o galerii Durand-Ruel w Paryżu, którą Desparmet Fitz-Gérald podaje jako pośrednika sprzedaży, jest prawdopodobnie błędna. Obraz odziedziczyła córka Havemeyerów Adeline, która podarowała obraz Narodowej Galerii Sztuki w Waszyngtonie w 1941.